# Kołpin (Police)
Kołpin (do 1945 niem. Langenstücken) – część miasta Police, dawniej wieś położona na prawym brzegu Gunicy. Dziś miejsce, gdzie znajdowała się ta miejscowość znajduje się w granicach miasta Police, w rejonie ulicy Świętych Piotra i Pawła. 

## Historia
Wieś powstała w 1764 r. na włościach królewskich (Prusy) jako kolonia osadnicza rolników. Mieszkające tu rodziny trudniły się uprawą roli i przędzeniem wełny.  
W czasie II wojny światowej wieś zniszczona (21 grudnia 1944 r.), przez naloty lotnicze na pobliską Fabrykę benzyny syntetycznej w Policach, osada opustoszała. W kwietniu 1945 r. pozostałości zostały zajęte przez wojska radzieckie (2 Front Białoruski - 2 Armia Uderzeniowa) a późnej oddane pod administrację polską po likwidacji tzw. Enklawy Polickiej. Po 1945 r. nie obudowana. W 1947 roku wprowadzono urzędowo nazwę Kołpin.
W latach 60. XX wieku na terenie dawnej wsi wybudowano Zakłady Chemiczne Police oraz zbiornik wodny.

## Demografia Kołpina
Ogólna liczba mieszkańców:
- 1864 – 105 mieszk.
- 1939 – 90 mieszk.
- 1945 - 0 mieszk.